# Saint-Arroman (Alti Pirenei)
Saint-Arroman è un comune francese di 106 abitanti situato nel dipartimento degli Alti Pirenei nella regione dell'Occitania.

## Società

### Evoluzione demografica
Abitanti censiti